# マッテーオ・ミノッツィ
マッテーオ・ミノッツィ（Matteo Minozzi、1996年6月4日 - ）は、ユナイテッド・ラグビー・チャンピオンシップ、ベネットン・ラグビーに所属するイタリア・パドヴァ出身のラグビーユニオン選手。イタリア代表。

## プロフィール
- ポジションはウィング(WTB)、フルバック(FB)。
- 身長 175cm、体重 77kg
- U20イタリア代表に選ばれたことがある[1]。
- イタリア代表キャップは24（2022年12月現在）でラグビーワールドカップ2019のイタリア代表に選ばれた[2]。

## 略歴
カルヴィザーノ、ゼブレを経て、2019年、ワスプスに加入。
2022年11月、ワスプス破産による活動休止に伴い、ベネットンに加入。